# Šikole
Šikole este o localitate din comuna Kidričevo, Slovenia, cu o populație de 311 locuitori.